# 林华景
林华景（1948年11月—2020年5月31日），男性，汉族，广东吴川人，中华人民共和国政治人物。曾任中共阳江市委书记、广东省老区建设促进会常务副会长，中共广东省委组织部副部长等职务。

## 生平
1970年9月参加工作，在吴川任中学民办教师。1971年至1975年，在中华人民共和国冶金部第十六冶建安公司安装二队宣传科工作。1975年1月入中共广东省委办公厅工作，期间曾任省委领导秘书，并在华南师范学院中文函授本科班学习。1991年在中共中央党校学习。1990年至1996年，历任省委办公厅副主任、省委副秘书长兼办公厅主任。1996年至2000年，历任中共茂名市委副书记、市人大常委会主任。2000年至2005年，任中共阳江市委书记、市人大常委会主任。在主政阳江期间，他提出打好“三张牌”（民营牌、海洋牌、旅游牌）经济发展战略。
2005年8月，调任中共广东省委组织部副部长。并保留正厅级待遇。2008年3月，任广东省人大常委会选举联络人事任免工作委员会主任。2012年1月，辞去广东省人大常委会委员职务。2013年8月，当选广东省老区建设促进会常务副会长。
2020年5月31日下午1时在广州逝世。